# Qualificazioni alla Coppa dei Caraibi 2014
Sono elencate di seguito le date e i risultati per le qualificazioni alla Coppa dei Caraibi 2014.

## Formula
21 membri CFU: Giamaica (come paese ospitante) e Cuba (come campione in carica) sono qualificati direttamente alla fase finale. Rimangono 19 squadre per 6 posti disponibili per la fase finale. Guadalupa Haiti e Trinidad e Tobago accedono direttamente alla terza fase. Le qualificazioni si dividono in tre fasi:
- Prima fase - 7 squadre, divise in 2 gruppi (un gruppo da quattro squadre e un gruppo da tre squadre), le prime classificate accedono alla seconda fase.
- Seconda fase - 16 squadre, divise in 4 gruppi da quattro squadre, giocano partite di sola andata, le prime due classificate e la migliore terza accedono alla terza fase.
- Terza fase - 12 squadre, divise in 3 gruppi da quattro squadre, giocano partite di sola andata, le prime e le seconde classificate si qualificano alla fase finale.

## Prima fase

### Gruppo 1
| Arbitro: | Willett |

|             |           |  |
| Hodgson 54’ | Marcatori |  |

| Arbitro: | Robinson |

|            |           |                          |
| Taylor 87’ | Marcatori | 5’ Seinpaal 10’ Beaumont |

| Brades 3 giugno 2014, ore 19:00 UTC-4 | Bonaire | 0 – 0 referto | Montserrat | Blakes Estate Stadium\| Arbitro: \| Willett \| |
| Arbitro:                              | Willett |               |            |                                                |

| Pos | Squadra                 | P.ti | G | V | N | P | GF | GS | DR |
| --- | ----------------------- | ---- | - | - | - | - | -- | -- | -- |
| 1   | Bonaire                 | 4    | 2 | 1 | 1 | 0 | 2  | 1  | +1 |
| 2   | Montserrat              | 4    | 2 | 1 | 1 | 0 | 1  | 0  | +1 |
| 3   | Isole Vergini Americane | 0    | 2 | 0 | 0 | 2 | 1  | 3  | -2 |

Bonaire accede alla seconda fase.

### Gruppo 2
| Arbitro: | Moore |

|                                                                             |           |  |
| Soubervie 18’ (rig.) Pigrée 50’ Atooman 53’ Awong 65’ Solvi 81’ Nalie 90+2’ | Marcatori |  |

| Arbitro: | Wijngarde |

|             |           |  |
| Linkers 27’ | Marcatori |  |

| Arbitro: | Dolaini |

|  |           |                                                      |
|  | Marcatori | 29’, 48’ 90’ Pigrée 58’, 61’ Awong 83’ (aut.) Louima |

| Arbitro: | Brizan |

|                                                                        |           |  |
| Rensy Barradas 3’ Kock 20’ Raven 22’, 52’, 61’ Cruden 85’ Santos 90+5’ | Marcatori |  |

| Arbitro: | Moore |

|  |           |                        |
|  | Marcatori | 31’ Fenelus 51’ Liluce |

| Arbitro: | Wijngaarde |

|                 |           |  |
| Pigrée 59’, 87’ | Marcatori |  |

| Pos | Squadra                   | P.ti | G | V | N | P | GF | GS | DR  |
| --- | ------------------------- | ---- | - | - | - | - | -- | -- | --- |
| 1   | Guyana francese           | 9    | 3 | 3 | 0 | 0 | 14 | 0  | +14 |
| 2   | Aruba                     | 6    | 3 | 2 | 0 | 1 | 8  | 2  | +6  |
| 3   | Turks e Caicos            | 3    | 3 | 1 | 0 | 2 | 2  | 7  | -5  |
| 4   | Isole Vergini Britanniche | 0    | 3 | 0 | 0 | 3 | 0  | 15 | -15 |

Guyana francese accede alla seconda fase.

## Seconda fase

### Gruppo 1
| Arbitro: | Santos |

|              |           |             |
| Burgesse 69’ | Marcatori | 80’ Faerber |

| Arbitro: | Laventure |

|                                                   |           |  |
| Germany 34’, 50’ 60’ Coureur 75’ Goron 80’, 90+2’ | Marcatori |  |

| Arbitro: | Georges |

|                       |           |                                           |
| Cronie 80’ (rig.) 82’ | Marcatori | 6’ Pauleta 12’ Seinpaal 70’ (rig.) Barzey |

| Arbitro: | Anderson |

|                                     |           |                       |
| Cretinoir 47’ Germany 60’ Goron 80’ | Marcatori | 12’ Morris 30’ Joseph |

| Arbitro: | Santos |

|                     |           |                                       |
| Seinpaal 90’ (rig.) | Marcatori | 55’ Boyce 67’ Harewood 74’, 76’ Harte |

| Fort-de-France 7 settembre 2014, ore 18:00 UTC-4 | Suriname | 0 – 0 referto | Martinica | Stade Pierre-Aliker\| Arbitro: \| Anderson \| |
| Arbitro:                                         | Anderson |               |           |                                               |

| Pos | Squadra   | P.ti | G | V | N | P | GF | GS | DR |
| --- | --------- | ---- | - | - | - | - | -- | -- | -- |
| 1   | Martinica | 7    | 3 | 2 | 1 | 0 | 9  | 2  | +7 |
| 2   | Barbados  | 4    | 3 | 1 | 1 | 1 | 7  | 5  | +2 |
| 3   | Bonaire   | 3    | 3 | 1 | 0 | 2 | 4  | 12 | -8 |
| 4   | Suriname  | 2    | 3 | 0 | 2 | 1 | 3  | 4  | -1 |

Martinica e Barbados accedono alla terza fase.

### Gruppo 2
| Arbitro: | Games |

|           |           |             |
| James 58’ | Marcatori | 59’ Breleur |

| Arbitro: | Pitti |

|                 |           |                         |
| Marrero 7’, 51’ | Marcatori | 59’ Rajcomar 82’ Martis |

| Arbitro: | Perea |

|                             |           |           |
| Rajcomar 57’ Nepomuceno 72’ | Marcatori | 3’ Rennie |

| Arbitro: | Jurisevic |

|                  |           |                       |
| Ramos 39’ (rig.) | Marcatori | 59’ Rimane 89’ Pigrée |

| Bayamón 7 settembre 2014, ore 14:30 UTC-4 | Guyana francese | 0 – 0 referto | Curaçao | Juan Ramón Loubriel Stadium\| Arbitro: \| Pitti \| |
| Arbitro:                                  | Pitti           |               |         |                                                    |

| Arbitro: | Gaymes |

|                    |           |                        |
| James 55’ Bain 85’ | Marcatori | 29’ Ramos 70’ Oikkonen |

| Pos | Squadra         | P.ti | G | V | N | P | GF | GS | DR |
| --- | --------------- | ---- | - | - | - | - | -- | -- | -- |
| 1   | Curaçao         | 5    | 3 | 1 | 2 | 0 | 4  | 3  | +1 |
| 2   | Guyana francese | 5    | 3 | 1 | 2 | 0 | 3  | 2  | +1 |
| 3   | Porto Rico      | 2    | 3 | 0 | 2 | 1 | 5  | 6  | -1 |
| 4   | Grenada         | 2    | 3 | 0 | 2 | 1 | 4  | 5  | -1 |

Curaçao e Guyana francese accedono alla terza fase.

### Gruppo 3
| Arbitro: | Taylor |

|  |           |              |
|  | Marcatori | 43’ Anderson |

| Arbitro: | Morrison |

|                                                                                 |           |  |
| Jahraldo-Martin 8’ Murtagh 35’, 71’ Harriette 41’ Byers 55’ Griffith 69’ (rig.) | Marcatori |  |

| Arbitro: | Ward |

|                                                 |           |  |
| Samuel 36’ (rig.) Anderson 39’, 76’ Solomon 71’ | Marcatori |  |

| Arbitro: | Johnson |

|                      |           |                 |
| Byers 55’ Jarvis 71’ | Marcatori | 25’ (aut.) Mack |

| Arbitro: | Taylor |

|  |           |                                                                                                   |
|  | Marcatori | 22’ (aut.) Kentish 28’, 65’ Beard 41’, 48’ Rodríguez 44’ (rig.) Faña 86’, 89’ Peralta 90+1’ Zayas |

| Arbitro: | Morrison |

|                       |           |                  |
| Thomas 81’ Jarvis 90’ | Marcatori | 45+1’ McBurnette |

| Pos | Squadra                   | P.ti | G | V | N | P | GF | GS | DR  |
| --- | ------------------------- | ---- | - | - | - | - | -- | -- | --- |
| 1   | Antigua e Barbuda         | 9    | 3 | 3 | 0 | 0 | 10 | 2  | +8  |
| 2   | Saint Vincent e Grenadine | 6    | 3 | 2 | 0 | 1 | 6  | 2  | +4  |
| 3   | Rep. Dominicana           | 3    | 3 | 1 | 0 | 2 | 11 | 3  | +8  |
| 4   | Anguilla                  | 0    | 3 | 0 | 0 | 3 | 0  | 20 | -20 |

Antigua e Barbuda, Saint Vincent e Grenadine e Rep. Dominicana accedono alla terza fase.

### Gruppo 4
| Basseterre 3 settembre 2014, ore 17:30 UTC-4 | Guyana           | 0 – 0 referto | Dominica | Warner Park Sporting Complex\| Arbitro: \| Christopher Reid \| |
| Arbitro:                                     | Christopher Reid |               |          |                                                                |

| Basseterre 3 settembre 2014, ore 20:30 UTC-4 | Saint Kitts e Nevis | 0 – 0 referto | Saint Lucia | Warner Park Sporting Complex\| Arbitro: \| Ricardo Cerdas \| |
| Arbitro:                                     | Ricardo Cerdas      |               |             |                                                              |

| Arbitro: | Henry Bejarano |

|                         |           |  |
| Emmanuel 13’ Joseph 84’ | Marcatori |  |

| Arbitro: | Ricardo Montero |

|                                                                    |           |  |
| Wade 2’ (aut.) Sawyers 18’ (rig.) Harris 28’ Thomas 76’ Leader 85’ | Marcatori |  |

| Arbitro: | Ricardo Montero |

|          |           |                 |
| Wade 68’ | Marcatori | 12’, 71’ Valcin |

| Arbitro: | Henry Bejarano |

|  |           |                       |
|  | Marcatori | 55’ Thomas 60’ Harris |

| Pos | Squadra             | P.ti | G | V | N | P | GF | GS | DR |
| --- | ------------------- | ---- | - | - | - | - | -- | -- | -- |
| 1   | Saint Kitts e Nevis | 7    | 3 | 2 | 1 | 0 | 7  | 0  | +7 |
| 2   | Saint Lucia         | 7    | 3 | 2 | 1 | 0 | 4  | 1  | +3 |
| 3   | Guyana              | 1    | 3 | 0 | 1 | 2 | 0  | 4  | -4 |
| 4   | Dominica            | 1    | 3 | 0 | 1 | 2 | 1  | 7  | -6 |

Saint Kitts e Nevis e Saint Lucia accedono alla terza fase.

### Raffronto tra le terze classificate
| Pos | Gruppo | Squadra         | P.ti | G | V | N | P | GF | GS | DR |
| --- | ------ | --------------- | ---- | - | - | - | - | -- | -- | -- |
| 1   | 3      | Rep. Dominicana | 3    | 3 | 1 | 0 | 2 | 11 | 3  | +8 |
| 2   | 1      | Bonaire         | 3    | 3 | 1 | 0 | 2 | 4  | 12 | -8 |
| 3   | 2      | Porto Rico      | 2    | 3 | 0 | 2 | 1 | 5  | 6  | -1 |
| 4   | 4      | Guyana          | 1    | 3 | 0 | 1 | 2 | 0  | 4  | -4 |

## Terza fase

### Gruppo 1
| Arbitro: | Taylor |

|                          |           |               |
| Murtagh 67’ Parker 90+1’ | Marcatori | 41’ Frederick |

| Arbitro: | Morrison |

|                                             |           |          |
| Molino 3’, 4’ 24’ Jones 40’, 55’ Caesar 76’ | Marcatori | 88’ Faña |

| Couva 10 ottobre 2014, ore 18:00 UTC-4 | Rep. Dominicana | 0 – 0 referto | Antigua e Barbuda | Ato Boldon Stadium\| Arbitro: \| Royal \| |
| Arbitro:                               | Royal           |               |                   |                                           |

| Arbitro: | Skeete |

|  |           |                     |
|  | Marcatori | 6’ Guerra 67’ Jones |

| Arbitro: | Morrison |

|                 |           |                                          |
| Polius 77’, 87’ | Marcatori | 1’ (rig.) Faña 71’ Rodríguez 85’ Navarro |

| Arbitro: | Taylor |

|              |           |  |
| Molino 45+1’ | Marcatori |  |

| Pos | Squadra           | P.ti | G | V | N | P | GF | GS | DR |
| --- | ----------------- | ---- | - | - | - | - | -- | -- | -- |
| 1   | Trinidad e Tobago | 9    | 3 | 3 | 0 | 0 | 9  | 1  | +8 |
| 2   | Antigua e Barbuda | 4    | 3 | 1 | 1 | 1 | 2  | 2  | 0  |
| 3   | Rep. Dominicana   | 4    | 3 | 1 | 1 | 1 | 4  | 8  | -4 |
| 4   | Saint Lucia       | 0    | 3 | 0 | 0 | 3 | 3  | 7  | -4 |

Trinidad e Tobago e Antigua e Barbuda si qualificano alla fase finale.

### Gruppo 2
| Arbitro: | Brizan |

|                            |           |                              |
| Elliott 12’ Panayiotou 86’ | Marcatori | 16’ Joseph 24’, 29’ Lawrence |

| Arbitro: | Vazquez |

|                         |           |                                    |
| Louis 29’ Alcénat 45+1’ | Marcatori | 30’ Solvi 54’ (aut.) Jean-Zéphirin |

| Arbitro: | Hidalgo |

|            |           |                        |
| Pigrée 66’ | Marcatori | 25’ Mitchum 77’ Hanley |

| Arbitro: | Anderson |

|                             |           |                                          |
| Harte 37’ Bertin 45’ (aut.) | Marcatori | 3’, 43’ Belfort 27’ Guerrier 67’ Alcénat |

| Arbitro: | Brizan |

|  |           |                       |
|  | Marcatori | 45’ Fabien 55’ Pigrée |

| Port-au-Prince 12 ottobre 2014, ore 19:30 UTC-4 | Saint Kitts e Nevis | 0 – 0 referto | Haiti | Stade Sylvio Cator\| Arbitro: \| Anderson \| |
| Arbitro:                                        | Anderson            |               |       |                                              |

| Pos | Squadra             | P.ti | G | V | N | P | GF | GS | DR |
| --- | ------------------- | ---- | - | - | - | - | -- | -- | -- |
| 1   | Haiti               | 5    | 3 | 1 | 2 | 0 | 6  | 4  | +2 |
| 2   | Guyana francese     | 4    | 3 | 1 | 1 | 1 | 5  | 4  | +1 |
| 3   | Saint Kitts e Nevis | 4    | 3 | 1 | 1 | 1 | 4  | 4  | 0  |
| 4   | Barbados            | 3    | 3 | 1 | 0 | 2 | 5  | 8  | -3 |

Haiti e Guyana francese si qualificano alla fase finale.

### Gruppo 3
| Arbitro: | Stewart |

|             |           |                |
| Faubert 51’ | Marcatori | 90+2’ Merencia |

| Arbitro: | Clarke |

|                                   |           |            |
| Gamiette 41’ Gotin 53’ Nestor 69’ | Marcatori | 46’ Samuel |

| Arbitro: | Willett |

|             |           |  |
| Anderson 4’ | Marcatori |  |

| Arbitro: | da Costa |

|                 |           |             |
| Faubert 4’, 66’ | Marcatori | 90’ Vouteau |

| Arbitro: | da Costa |

|                               |           |                                     |
| Stewart 26’, 59’ Anderson 66’ | Marcatori | 54’, 69’ Crétinoir 80’, 85’ Faubert |

| Arbitro: | Clarke |

|                |           |  |
| Merencia 90+3’ | Marcatori |  |

| Pos | Squadra                   | P.ti | G | V | N | P | GF | GS | DR |
| --- | ------------------------- | ---- | - | - | - | - | -- | -- | -- |
| 1   | Martinica                 | 7    | 3 | 2 | 1 | 0 | 7  | 5  | +2 |
| 2   | Curaçao                   | 4    | 3 | 1 | 1 | 1 | 2  | 2  | 0  |
| 3   | Guadalupa                 | 3    | 3 | 1 | 0 | 2 | 4  | 4  | 0  |
| 4   | Saint Vincent e Grenadine | 3    | 3 | 1 | 0 | 2 | 5  | 7  | -2 |

Martinica e Curaçao si qualificano alla fase finale.